# ミゲル・アンヘル・ガルシア
ミゲル・アンヘル・ガルシア（Miguel Angel Garcia、1987年12月15日 - ）は、アメリカ合衆国のプロボクサー。カリフォルニア州ベンチュラ出身。元WBO世界フェザー級王者。元WBO世界スーパーフェザー級王者。元WBC・IBF世界ライト級統一王者。元IBF世界スーパーライト級王者。世界4階級制覇王者。
通称マイキー・ガルシア。元トレーナーであったエドゥアルド・ガルシアは実父、元IBF世界スーパーフェザー級王者でトレーナーのロベルト・ガルシアは実兄、また元トレーナーのダニエル・ガルシアも一番上の兄。

## 来歴

### アマチュア時代
2005年、ナショナル・ゴールデングローブに出場し準決勝でディエゴ・マグダレノに敗退、3位に終わった。
2006年、全米選手権に出場し1回戦でテレンス・クロフォードに敗退。

### プロ時代
2006年7月14日、モンテベロのクワイエット・キャノンでプロデビュー。
2010年4月3日、コーパスクリスティのアメリカン・バンク・センターでトマス・ビジャ（メキシコ）とUSBA全米フェザー級王座決定戦を行い、初回1分7秒TKO勝ちを収め王座獲得に成功した。
2010年8月14日、テキサス州ラレドのラレド・エナジー・アリーナでコーネリアス・ロック（アメリカ）とIBF世界フェザー級挑戦者決定戦を行い、11回1分9秒TKO勝ちを収めユリオルキス・ガンボアへの挑戦権を獲得した。
2011年3月26日、ニュージャージー州のボードウォーク・ホール・ダンスホールにてユリオルキス・ガンボア対ホルヘ・ソリスの前座としてマット・ラミラードが持つNABF北米フェザー級王座並びにNABO北米フェザー級王座に挑戦し、ラミラードが10回終了時棄権した為王座獲得に成功した。
その後も両王座の防衛成功が続き、2011年6月4日にはラファエル・グスマン（メキシコ）と対戦し、4回1分55秒KO勝ちを収めNABF王座並びにNABO王座の初防衛に成功、2011年10月22日にはファン・カルロス・マルチネスと対戦し、4回2分40秒TKO勝利を収めNABF王座の2度目の防衛に成功、2012年3月10日にはバーナベ・コンセプション（フィリピン）と対戦し、7回2分33秒TKO勝ちを収めNABF王座の3度目の防衛並びにNABO王座の2度目の防衛に成功した。
2012年11月10日にはネバダ州ウィン・ラスベガスで元WBA世界フェザー級王者のジョナサン・ビクター・バロス（アルゼンチン）と対戦し、8回2分24秒TKO勝ちを収めた。
2013年1月19日、ニューヨーク市のフールー・シアターでWBO世界フェザー級王者のオルランド・サリド（メキシコ）と対戦。1回に2度、3回に1度、4回に1度の計4度のダウンをサリドから奪い、8回に偶然のバッティングでガルシアが鼻骨を骨折しリングドクターの試合続行不可能との判断で試合終了。3-0（79-69×2、79-70）の負傷判定勝ちを収め、無敗のまま王座獲得に成功と同時にリングマガジン世界フェザー級王者に認定された。
2013年6月15日、テキサス州ダラスのアメリカン・エアラインズ・センターで元WBO世界フェザー級王者のファン・マヌエル・ロペス（プエルトリコ）と対戦。ガルシアは前日計量で2ポンド（約900グラム）体重超過し再計量も拒否した為、計量失格となり王座を剥奪された。挑戦者のロペスは前日計量をパスしている為、ガルシアが勝てば王座が空位になり、ロペスが勝てば王座返り咲きとなる条件で試合が行われ、計量失格になったガルシアが4回1分43秒TKO勝ちを収めたため、王座は空位となった。
2013年11月9日、テキサス州コーパスクリスティのアメリカン・バンク・センターにてWBO世界スーパーフェザー級王者のローマン・マルチネス（プエルトリコ）と対戦し2回にダウンを喫したが、8回にマルチネスからボディショットでダウンを奪い返してそのままレフェリーがカウントアウトで試合終了。8回0分56秒KO勝ちで2階級制覇を達成した。
2014年1月25日、マディソン・スクエア・ガーデン・シアターでWBO世界スーパーフェザー級1位のファン・カルロス・ブルゴスと対戦し、12回3-0（2者が118-110、119-109）の判定勝ちを収め、初防衛に成功した。
2014年5月17日にカリフォルニア州イングルウッドのグレート・ウェスタン・フォーラムでWBA世界ライト級暫定王者のユリオルキス・ガンボアと対戦する予定だったがガンボアが高額のファイトマネーを要求したため中止となった。
2014年10月15日、普段の体重が161ポンドまで増え減量が苦しくなったことで、階級をスーパーライト級まで上げることを視野に入れ、WBO世界スーパーフェザー級王座を返上した。
2016年4月、契約の無効を主張し2014年4月からトップランクと係争中だったが、合意に達して双方が和解の上で契約解除となった。
トップランクとの契約解除後、親交があるフロイド・メイウェザー・ジュニアから契約の誘いを受けたが、アドバイザーのアル・ヘイモンと契約を交わし、ディベイラ・エンターテインメントとプロモート契約を結んだ。
2016年7月30日、約2年6カ月ぶりの試合をバークレイズ・センターにてカール・フランプトンvsレオ・サンタ・クルスの前座で、元WBC世界フェザー級王者のエリオ・ロハスと対戦し、5回2分2秒TKO勝ちを収めスーパーライト級転向初戦を白星で飾った。
2017年1月28日、MGMグランド・ガーデン・アリーナでカール・フランプトンvsレオ・サンタ・クルス第2戦の前座で、WBC世界ライト級正規王者のデヤン・ズラチカニンと対戦し、3回2分21秒KO勝ちを収め3階級制覇を達成した。この試合でガルシアは37万5千ドル（約4300万円）、ズラチカニンは32万ドル（約3600万円）のファイトマネーを稼いだ。2月6日、WBC2017年2月度の月間MVPに選出された。
2017年7月29日、ニューヨーク市のバークレイズ・センターで元世界4階級制覇王者のエイドリアン・ブローナーとスーパーライト級12回戦を行い、12回3-0（117-111、116-112×2）の判定勝ちを収めた。この試合でガルシアとブローナーそれぞれ100万ドル（約1億1000万円）のファイトマネーを稼いだ。8月13日、WBCの2017年8月度の月間MVPに選出された。
2018年1月18日、IBF世界スーパーライト級王者のセルゲイ・リピネッツが練習中に右手の甲を負傷し腫れが生じたため、同年2月10日にテキサス州サンアントニオのアラモドームで予定されていた試合は延期となった。
2018年3月10日、テキサス州サンアントニオのフリーマン・コロシアムでIBF世界スーパーライト級王者のセルゲイ・リピネッツと対戦し、12回3-0（116-111、117-110、117-110）の判定勝ちを収め4階級制覇を達成した。
2018年3月23日、ガルシアはIBF世界スーパーライト級王座とWBC世界ライト級王座を同時に保持していた為、一旦はWBC世界ライト級王座を返上してIBF世界スーパーライト級王座を保持することを表明するが、4月17日にWBC世界ライト級王座は返上せずIBF世界スーパーライト級王座を返上することを表明した。
2018年7月28日、ステイプルズ・センターでIBF世界ライト級王者のロバート・イースター・ジュニアと対戦し、12回3-0（116-111、117-110、118-109）の判定勝ちを収めWBC王座の初防衛に成功、IBF王座も獲得し2団体統一王者となった。
2018年10月30日、IBF世界ライト級王座を返上した。
2019年3月16日、テキサス州アーリントンのAT&TスタジアムでIBF世界ウェルター級王者のエロール・スペンス・ジュニアと対戦し、プロ初黒星となる12回0-3（107-120、108-120×2）の判定負けを喫し5階級制覇とはならなかった。
2019年4月25日、WBC世界ライト級王座を返上し、名誉王座に認定された。
2019年12月15日、マッチルーム・スポーツ・USAとプロモーション契約した。
2020年2月29日、テキサス州フリスコにあるフォード・センターにてWBC世界ウェルター級ダイヤモンド王座決定戦でジェシー・バルガスと対戦し、判定勝ちで王座獲得に成功した。
2021年10月16日、カリフォルニア州フレズノでサンドル・マルティンと145ポンド契約で対戦するが、大番狂せとなる10回1-2の判定負けを喫した。この試合でガルシアは150万ドル（1億7千万円）、マルティンは15万ドル（1700万円）のファイトマネーを稼いだ。
2022年6月28日、現役引退を発表した。

## 戦績
- プロボクシング：42戦 40勝 (30KO) 2敗

| 戦           | 日付           | 勝敗 | 時間     | 内容         | 対戦相手                         | 国籍           | 備考                                                                        |
| ------------ | -------------- | ---- | -------- | ------------ | -------------------------------- | -------------- | --------------------------------------------------------------------------- |
| 1            | 2006年7月14日  | ☆    | 4R       | 判定 3-0     | ドミンゴ・エレーラ・メンドーサ   | メキシコ       | プロデビュー戦                                                              |
| 2            | 2006年8月12日  | ☆    | 1R 2:19  | KO           | チャド・アンドリュー・ガニーガン | アメリカ合衆国 |                                                                             |
| 3            | 2006年9月29日  | ☆    | 2R 0:52  | KO           | マリオ・フランコ                 | アメリカ合衆国 |                                                                             |
| 4            | 2006年12月8日  | ☆    | 1R 2:18  | KO           | バラダン・トレビゾ               | アメリカ合衆国 |                                                                             |
| 5            | 2007年1月19日  | ☆    | 2R 1:51  | TKO          | フランキー・マルティネス         | アメリカ合衆国 |                                                                             |
| 6            | 2007年3月9日   | ☆    | 2R 1:56  | TKO          | ガブリエル・ランジェル           | メキシコ       |                                                                             |
| 7            | 2007年4月27日  | ☆    | 2R 2:30  | TKO          | スティーブ・トランブル           | アメリカ合衆国 |                                                                             |
| 8            | 2007年5月25日  | ☆    | 2R 2:45  | TKO          | カルロス・ザンブラノ             | アメリカ合衆国 |                                                                             |
| 9            | 2007年7月13日  | ☆    | 3R 2:23  | KO           | レジイ・サンダース               | アメリカ合衆国 |                                                                             |
| 10           | 2007年9月20日  | ☆    | 6R       | 判定 3-0     | マヌエル・サラビア               | メキシコ       |                                                                             |
| 11           | 2008年2月16日  | ☆    | 5R 1:35  | TKO          | ホルへ・ルイス                   | キューバ       |                                                                             |
| 12           | 2008年5月17日  | ☆    | 5R 終了  | TKO          | ロビンソン・カステラノス         | メキシコ       |                                                                             |
| 13           | 2008年6月26日  | ☆    | 4R 1:15  | TKO          | イ・ジェソン                     | 韓国           |                                                                             |
| 14           | 2008年8月2日   | ☆    | 8R 0:24  | TKO          | ホセ・エルナンデス               | メキシコ       |                                                                             |
| 15           | 2008年10月31日 | ☆    | 8R       | 判定 3-0     | ウォルター・エストラーダ         | コロンビア     |                                                                             |
| 16           | 2009年2月6日   | ☆    | 5R 終了  | TKO          | マヌエル・ゴンザレス・ガルシア   | ドミニカ共和国 |                                                                             |
| 17           | 2009年5月16日  | ☆    | 3R 1:04  | TKO          | アンソニー・ナプニイ             | ケニア         |                                                                             |
| 18           | 2009年8月29日  | ☆    | 7R 0:40  | TKO          | カルロス・リベラ                 | アメリカ合衆国 |                                                                             |
| 19           | 2009年12月19日 | ☆    | 3R 2:19  | KO           | ヨグリ・エレーラ                 | コロンビア     |                                                                             |
| 20           | 2010年1月30日  | ☆    | 5R 2:35  | TKO          | アルツーロ・ゴメス               | メキシコ       |                                                                             |
| 21           | 2010年4月3日   | ☆    | 1R 1:07  | TKO          | トーマス・ビラ                   | メキシコ       | USBA全米フェザー級王座決定戦                                                |
| 22           | 2010年5月8日   | ☆    | 8R       | 判定 3-0     | ペドロ・ナバレッテ               | メキシコ       |                                                                             |
| 23           | 2010年8月14日  | ☆    | 11R 1:09 | TKO          | コーネリアス・ロック             | アメリカ合衆国 | IBF世界フェザー級挑戦者決定戦                                               |
| 24           | 2010年12月4日  | ☆    | 5R 1:30  | KO           | オリビエ・ロンチ                 | カナダ         |                                                                             |
| 25           | 2011年3月26日  | ☆    | 10R 終了 | TKO          | マット・レミラード               | アメリカ合衆国 | NABF・NABO北米フェザー級タイトルマッチ                                      |
| 26           | 2011年6月4日   | ☆    | 4R 1:55  | KO           | ラファエル・グスマン             | メキシコ       | NABF防衛1・NABO防衛1                                                        |
| 27           | 2011年10月22日 | ☆    | 4R 2:40  | TKO          | ファン・カルロス・マルティネス   | メキシコ       | NABF防衛2                                                                   |
| 28           | 2012年3月10日  | ☆    | 7R 2:33  | TKO          | バーナベ・コンセプシオン         | フィリピン     | NABF防衛3・NABO防衛2                                                        |
| 29           | 2012年9月1日   | ☆    | 2R 1:05  | KO           | マウリシオ・パストラナ           | コロンビア     |                                                                             |
| 30           | 2012年11月10日 | ☆    | 8R 2:24  | TKO          | ジョナサン・ビクター・バロス     | アルゼンチン   |                                                                             |
| 31           | 2013年1月19日  | ☆    | 8R 終了  | 負傷判定 3-0 | オルランド・サリド               | メキシコ       | WBO世界フェザー級タイトルマッチ WBO・リングマガジン王座獲得                 |
| 32           | 2013年6月15日  | ☆    | 4R 1:34  | TKO          | ファン・マヌエル・ロペス         | プエルトリコ   | 体重超過により王座剥奪                                                      |
| 33           | 2013年11月9日  | ☆    | 8R 0:56  | KO           | ローマン・マルチネス             | プエルトリコ   | WBO世界スーパーフェザー級タイトルマッチ                                     |
| 34           | 2014年1月25日  | ☆    | 12R      | 判定 3-0     | ファン・カルロス・ブルゴス       | メキシコ       | WBO防衛1                                                                    |
| 35           | 2016年7月30日  | ☆    | 5R 2:02  | TKO          | エリオ・ロハス                   | ドミニカ共和国 |                                                                             |
| 36           | 2017年1月28日  | ☆    | 3R 2:21  | KO           | デヤン・ズラチカニン             | モンテネグロ   | WBC世界ライト級タイトルマッチ                                               |
| 37           | 2017年7月29日  | ☆    | 12R      | 判定 3-0     | エイドリアン・ブローナー         | アメリカ合衆国 | WBC世界スーパーライト級ダイヤモンド王座決定戦                               |
| 38           | 2018年3月10日  | ☆    | 12R      | 判定 3-0     | セルゲイ・リピネッツ             | ロシア         | IBF世界スーパーライト級タイトルマッチ                                       |
| 39           | 2018年7月28日  | ☆    | 12R      | 判定 3-0     | ロバート・イースター・ジュニア   | アメリカ合衆国 | WBC・IBF世界ライト級王座統一戦 WBC防衛1・IBF獲得                            |
| 40           | 2019年3月16日  | ★    | 12R      | 判定 0-3     | エロール・スペンス・ジュニア     | アメリカ合衆国 | IBF世界ウェルター級タイトルマッチ WBC世界ウェルター級ダイヤモンド王座決定戦 |
| 41           | 2020年2月29日  | ☆    | 12R      | 判定 3-0     | ジェシー・バルガス               | アメリカ合衆国 |                                                                             |
| 42           | 2021年10月16日 | ★    | 10R      | 判定 0-2     | サンドル・マルティン             | スペイン       |                                                                             |
| テンプレート |                |      |          |              |                                  |                |                                                                             |

## 獲得タイトル
- USBA全米フェザー級王座（防衛0）
- NABF北米フェザー級王座（防衛3）
- NABO北米フェザー級王座（防衛2）
- WBO世界フェザー級王座（防衛0）
- WBO世界スーパーフェザー級王座（防衛1）
- WBC世界ライト級王座（防衛1）
- IBF世界ライト級王座（防衛0）
- IBF世界スーパーライト級王座（防衛0）
- リングマガジン世界フェザー級王座
- WBC世界スーパーライト級ダイヤモンド王座

## ペイ・パー・ビュー売上げ
| 日付          | イベント                                                    | 売上げ | テレビ局 |
| ------------- | ----------------------------------------------------------- | ------ | -------- |
| 2019年3月16日 | エロール・スペンス・ジュニア vs. ミゲル・アンヘル・ガルシア | 36万件 | Fox      |